# The Butterfly Returns
The Butterfly Returns foi a quarta residência de concertos da cantora e compositora Mariah Carey realizada entre 2018 e 2020, no Caesars Palace em Las Vegas. 

## Início
Em 2018, Carey assinou um acordo mundial com a Live Nation Entertainment. Carey anunciou a residência em 30 de abril de 2018 no Twitter  e a data de início e primeiro compromisso do novo acordo foi 05 de julho de 2018 com apresentações em datas selecionadas até 29 de fevereiro de 2020. 
Seus primeiros 12 shows em 2018 arrecadaram US $ 3,6 milhões, com datas posteriores a 2019 e 2020. 
Esta é a segunda residência de concertos de Carey em Las Vegas, a primeira foi a #1 To Infinity, que começou em 2015 e foi concluída em 2017. Esta residência difere da anterior, pois seu setlist inclui músicas que não alcançaram o número um na Billboard Hot 100.

## Repertório

#### 05 de Julho de 2018 até 21 de Fevereiro de 2019
1. "Fly Away (Butterfly Reprise)" (Intro)
2. "Honey"
3. "Shake It Off"
4. "Make It Happen"
5. "Make It Happen / Sweetheart / Say Somethin' / Loverboy / Dreamlover" (Performada pelos backing vocals)
6. "Fantasy" (Bad Boy Fantasy)
7. "Always Be My Baby"
8. "Vision of Love"
9. "Emotions"
10. "Emotions Reprise" (Band introductions)
11. "Migrate" (Dancer introductions)
12. "#Beautiful" (With Daniel Moore)
13. "One Sweet Day" (With Daniel Moore and Trey Lorenz)
14. "Can't Let Go"
15. "My All"
16. "I'll Be Lovin' U Long Time" (Performed by background dancers)
17. "It's Like That" (With elements of "Hollis Crew" and "Sucker M.C.'s" by Run-DMC)
18. "Love Hangover / Heartbreaker"
19. "Touch My Body"
20. "We Belong Together"
21. "Hero"
22. "Butterfly Reprise" (Outro)

Notas:
- "Emotions Reprise" foi substituída por "Emotionless" na noite de abertura.
- As apresentações dos dançarinos em "Migrate" foram substituídas por "Obsessed" na noite de abertura.
- "I'll Be There" foi performada na noite de abertura.
- "Can't Take That Away (Mariah's Theme)" foi performada na abertura, segunda e terceira noite.
- "I Still Believe" foi performada na quarta noite.
- "Love Takes Time" foi performada na quinta e nona noite.
- "Crybaby" foi performada na sétima, oitava e décima noite.
- "Fly Like a Bird" foi performada na décima primeira, décima segunda e décima terceira noite.
- Um trecho de "Close My Eyes" foi performada na quarta noite.
- Um trecho de "Outside" foi performada na décima segunda noite.
- "Vision of Love" foi substituída por "Love Takes Time" na décima terceira, décima quarta, décima quinta, décima sexta e décima sétima noite.
- "Can't Let Go" foi substituído por "With You" na décima terceira, décima quarta, décima quinta, décima sexta e décima sétima noite.
- "I Don't Wanna Cry" foi performada na décima quarta e décima sétima noite.
- "With You" foi substituída por "Can't Let Go" na décima quinta e décima sexta noite.

#### 14 de Fevereiro de 2020 até 29 de Fevereiro de 2020
1. "Fly Away (Butterfly Reprise)" (Intro)
2. "Emotions"
3. "Shake It Off"
4. "Make It Happen"
5. "Make It Happen / Sweetheart / Loverboy / Dreamlover" (Performed by background singers)
6. "Fantasy" (Bad Boy Fantasy)
7. "Obsessed"
8. "Always Be My Baby"
9. "Always Be My Baby" (Mr. Dupri Remix) [Band introductions]
10. "Migrate" (Dancer introductions)
11. "#Beautiful" (With Daniel Moore)
12. "Love Takes Time"
13. "My All"
14. "I'll Be Lovin' U Long Time" (Performed by background dancers)
15. "It's Like That" (With elements of "Hollis Crew" and "Sucker M.C.'s" by Run-DMC)
16. Car Ride Medley:
  1. "A No No"
  2. "Honey"
  3. "I'm That Chick"
  4. "Heartbreaker"
  5. "Crybaby"
  6. "Breakdown"
  7. "Say Somethin'"
  8. "I Know What You Want"
17. "Touch My Body"
18. "We Belong Together"
19. "We Belong Together" (Desert Storm Remix) [Performed by background singers]
20. "Hero"
21. "Hero Reprise" (Outro)

Notas:
- "Vision of Love" foi performada na décima oitava noite.
- "I'll Be There" foi performada na décima oitava, décima nona e vigésima noite.
- "Endless Love" foi performada na décima oitava e décima nona noite.
- Um trecho de "Can't Let Go" foi performada na vigésima noite.
- "Can't Let Go" foi performada na vigésima primeira noite.
- "Love Takes Time" não foi performada na vigésima primeira noite.
- Um trecho de "Slipping Away" foi performada na vigésima terceira noite.
- Um trecho de "Melt Away" foi performada na vigésima quarta noite.
- Um trecho de "Everything Fades Away" foi performada na vigésima quinta noite.

## Shows
Os primeiros 25 shows de "The Butterfly Returns" tiveram uma participação total de 67.292 pessoas e arrecadaram US $ 9.634.999 
| Data                    | Comparecimento |         | Faturamento    |
| PARTE 1                 | PARTE 1        | PARTE 1 | PARTE 1        |
| ----------------------- | -------------- | ------- | -------------- |
| 5 de julho de 2018      | -              |         | -              |
| 7 de julho de 2018      | -              |         | -              |
| 8 de julho de 2018      | -              |         | -              |
| 10 de julho de 2018     | -              |         | -              |
| 14 de julho de 2018     | -              |         | -              |
| 15 de julho de 2018     | -              |         | -              |
| PARTE 2                 |                |         |                |
| 31 de agosto de 2018    | -              |         | -              |
| 1 de setembro de 2018   | -              |         | -              |
| 2 de setembro de 2018   | -              |         | -              |
| 5 de setembro de 2018   | -              |         | -              |
| 9 de setembro de 2018   | -              |         | -              |
| 10 de setembro de 2018  | -              |         | -              |
| PARTE 3                 |                |         |                |
| 13 de fevereiro de 2019 | 13.749 (89%)   |         | US $ 2.441.527 |
| 15 de fevereiro de 2019 | 13.749 (89%)   |         | US $ 2.441.527 |
| 16 de fevereiro de 2019 | 13.749 (89%)   |         | US $ 2.441.527 |
| 19 de fevereiro de 2019 | 13.749 (89%)   |         | US $ 2.441.527 |
| 21 de fevereiro de 2019 | 13.749 (89%)   |         | US $ 2.441.527 |
| PARTE 4                 |                |         |                |
| 14 de fevereiro de 2020 | 26.459 (96%)   |         | US $ 3.571.093 |
| 15 de fevereiro de 2020 | 26.459 (96%)   |         | US $ 3.571.093 |
| 19 de fevereiro de 2020 | 26.459 (96%)   |         | US $ 3.571.093 |
| 21 de fevereiro de 2020 | 26.459 (96%)   |         | US $ 3.571.093 |
| 22 de fevereiro de 2020 | 26.459 (96%)   |         | US $ 3.571.093 |
| 26 de fevereiro de 2020 | 26.459 (96%)   |         | US $ 3.571.093 |
| 28 de fevereiro de 2020 | 26.459 (96%)   |         | US $ 3.571.093 |
| 29 de fevereiro de 2020 | 26.459 (96%)   |         | US $ 3.571.093 |
| Total                   | 67.292         |         | US $ 9.634.999 |